# Airlie Beach, Queensland

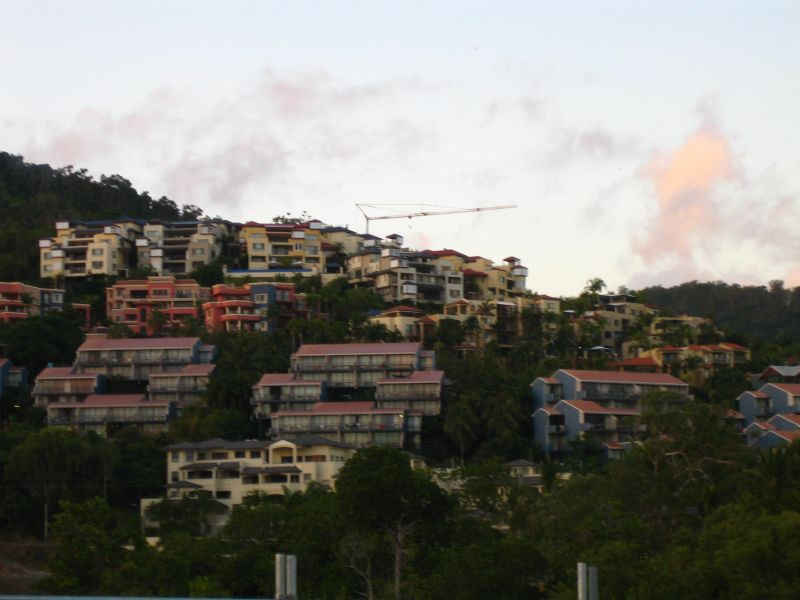
Airlie Beach

Airlie Beach är en strandbelägen småstad i Whitsunday Shire, Queensland, Australien. Airlie Beach är känt som Stora barriärrevets hjärta på grund av småstadens läge, nära revet som sträcker sig tvåhundra mil längs kusten. 
Whitsundayöarna, namngivna av James Cook år 1770, är ett paradis för seglare. Cook namngav öarna så eftersom han trodde att han passerade öarna under den kristna högtiden, Pingstdagen (engelska: Whitsunday). 